# Ernst Riedlsperger
Ernst Riedlsperger (* 9. Jänner 1963 in Zell am See) ist ein ehemaliger österreichischer Skirennläufer. Er wurde 1981 Europacup-Gesamtsieger und 1985 Vizeweltmeister in der Kombination. 1987 und 1988 gewann er die österreichischen Meisterschaften in der Kombination.

## Biografie
Riedlsperger, wohnhaft in Zell am See, begann im Alter von drei Jahren mit dem Skilauf. Nach Erfolgen bei Schüler- und Jugendbewerben wurde er Ende der 1970er-Jahre in den Kader des Österreichischen Skiverbandes aufgenommen. Im Europacup war der Salzburger ab der Saison 1979/80 am Start. In diesem Winter fuhr er in drei Riesenslaloms auf das Podest und erreichte damit den dritten Platz in der Disziplinenwertung. Bei den Junioreneuropameisterschaften wurde er Zweiter in der Kombination. In der Europacupsaison 1980/81 gewann er den Riesenslalom in Jasná sowie zwei Kombinationswertungen und belegte weitere vier Podestplätze in Abfahrt und Riesenslalom. Damit siegte er mit deutlichem Vorsprung auf den Schweizer Peter Lüscher in der Gesamtwertung und wurde jeweils Dritter in der Abfahrt und im Riesenslalom.
Seinen ersten Start im Weltcup hatte Riedlsperger am 4. Jänner 1981 im Riesenslalom von Ebnat-Kappel, wo er zeitgleich mit Wolfram Ortner den 13. Platz belegte. In der Saison 1981/82 kam der Salzburger in den Riesenslaloms von Aprica und Cortina d’Ampezzo zweimal unter die besten zehn, wobei der sechste Rang in Aprica sein bestes Weltcupergebnis überhaupt blieb. Bei den Weltmeisterschaften 1982 in Schladming kam er nur in der Kombination zum Einsatz und belegte den achten Platz.
Im nächsten Winter ließen seine Leistungen im Weltcup deutlich nach, und er startete wieder vermehrt im Europacup, in dem er in der Saison 1982/83 mit einem Sieg und zwei dritten Plätzen Rang drei in der Gesamt- und Riesenslalomwertung belegte. Bei der Militärweltmeisterschaften 1983 in Lillehammer wurde er mit der Truppe Hochfilzen Sieger im Riesenslalom. In der Weltcupsaison 1983/84 kam er wieder zweimal in die Punkteränge, für die Olympischen Spiele konnte er sich aber nicht qualifizieren. Besser verlief die Saison 1984/85. Riedlsperger kam in allen Disziplinen, außer der Abfahrt, insgesamt siebenmal unter die schnellsten 15. Sein bestes Ergebnis war der neunte Platz im Super-G von Garmisch-Partenkirchen. Damit konnte er auch an den Weltmeisterschaften 1985 in Bormio teilnehmen. Obwohl er in der Kombi-Abfahrt nur den 22. Rang belegte, sicherte er sich mit dem zweiten Platz im Slalom noch den Gewinn der Silbermedaille in der Kombination. Im Spezialslalom kam der Salzburger ebenfalls zum Einsatz, schied aber im ersten Durchgang aus.
Aufgrund einer schweren Verletzung, die er sich bei einem FIS-Rennen zugezogen hatte, erreichte Riedlsperger in den nächsten Jahren nicht mehr seine früheren Leistungen. Auf nationaler Ebene gelangen ihm aber zwei Erfolge, als er 1987 und 1988 Österreichischer Meister in der Kombination wurde. Der Versuch, sich über den Europacup wieder für den Weltcup zu qualifizieren, blieb erfolglos und so beendete er im Frühjahr 1988 seine Karriere.
Ernst Riedlsperger absolvierte ein Sportstudium und wurde danach Leiter der Skischule in Saalbach-Hinterglemm.

## Erfolge

### Weltmeisterschaften
- Schladming 1982: 8. Kombination
- Bormio 1985: 2. Kombination

### Weltcup
- Drei Platzierungen unter den besten zehn

### Europacup
- Saison 1979/80: 3. Riesenslalom
- Saison 1980/81: 1. Gesamtwertung, 3. Abfahrt, 3. Riesenslalom
- Saison 1982/83: 3. Gesamtwertung, 3. Riesenslalom
- Saison 1985/86: 9. Gesamtwertung, 5. Slalom
- Sechs Siege, zweimal Zweiter, siebenmal Dritter

### Junioreneuropameisterschaften
- Madonna di Campiglio 1980: 2. Kombination, 5. Riesenslalom, 9. Abfahrt

### Österreichische Meisterschaften
- Österreichischer Meister in der Kombination 1987 und 1988